# Диоген из Вавилона
Диоген из Вавилона (стгрч. Διογενης ο ΒαβυλωνιοςΔιογενης ο Βαβυλωνιος), Диоген Вавилонски или Диоген из Селевкије (око 240-150. п. н. е.) био је старогрчки стоички филозоф, Хрисипов ученик и наследник Зенонове школе.
Заједно са академиком Карнеадом и перипатетиком Критолајем 155. п. н. е. отпутовао је у Рим као део атинске „филозофске” амбасаде, која је тражила да се Атина ослободи казне за пљачку Оропа. Говорећи у Риму, Диоген је први упознао Римљане са учењем стоика.
Сачувани су мањи фрагменти Диогенових списа. По насловима су познати трактати „О звучном говору”, „Дијалектика”, „О реторици”, „О челном делу душе”, „О Атени”, „Мантици”, „Етици”, „О племенитом пореклу” , „О законима”, „О музици”.
Следећи Зенона из Тарса и Хрисипа, поставио је водећи принцип душе у срце. У теологији је развио аргументе оснивача стоицизма Зенона из Китијума.
Његови ученици су били Антипатар из Тарса, Аполодор из Селеукије, Архедем из Тарса, Аполодор из Атине, Панеције са Родоса, Боетије из Сидона.